# Ла-Мадлен-сюр-Тарн
Ла-Мадле́н-сюр-Тарн (фр. La Magdelaine-sur-Tarn, окс. La Magdalena de Tarn) — коммуна во Франции, находится в регионе Юг — Пиренеи. Департамент — Верхняя Гаронна. Входит в состав кантона Вильмюр-сюр-Тарн. Округ коммуны — Тулуза.
Код INSEE коммуны — 31311.

## География
Коммуна расположена приблизительно в 570 км к югу от Парижа, в 25 км к северу от Тулузы.
На северо-востоке коммуны протекает река Тарн.

## Климат
Климат умеренно-океанический. Зима мягкая и снежная, весна характеризуется сильными дождями и грозами, лето сухое и жаркое, осень солнечная. Преобладают сильные юго-восточные и северо-западные ветры.

## Население
Население коммуны на 2010 год составляло 1006 человек.
| 1962 | 1968 | 1975 | 1982 | 1990 | 1999 | 2010 |
| ---- | ---- | ---- | ---- | ---- | ---- | ---- |
| 248  | 235  | 258  | 392  | 492  | 610  | 1006 |

## Администрация
| Период | Период | Фамилия          | Партия | Примечания |
| ------ | ------ | ---------------- | ------ | ---------- |
| 1989   | 2014   | Клод Галандрис   |        |            |
| 2014   | 2020   | Изабель Нардукси |        |            |

## Экономика
В 2010 году среди 623 человек трудоспособного возраста (15—64 лет) 491 были экономически активными, 132 — неактивными (показатель активности — 78,8 %, в 1999 году было 70,7 %). Из 491 активных жителей работали 454 человека (246 мужчин и 208 женщин), безработных было 37 (12 мужчин и 25 женщин). Среди 132 неактивных 37 человек были учениками или студентами, 54 — пенсионерами, 41 были неактивными по другим причинам.

## Достопримечательности
- Церковь Св. Марии Магдалины (1785 год)

## Фотогалерея

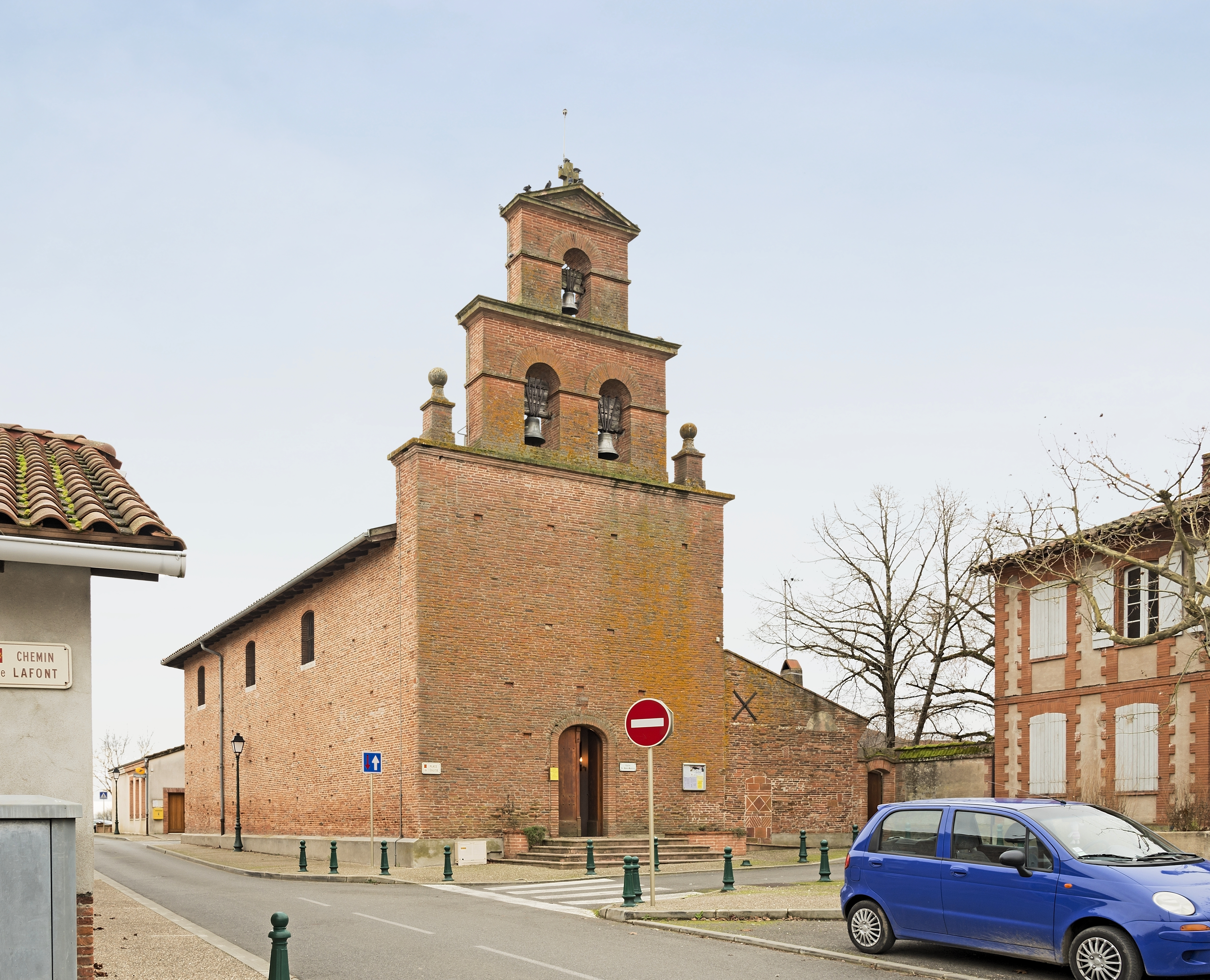
Церковь Св. Марии
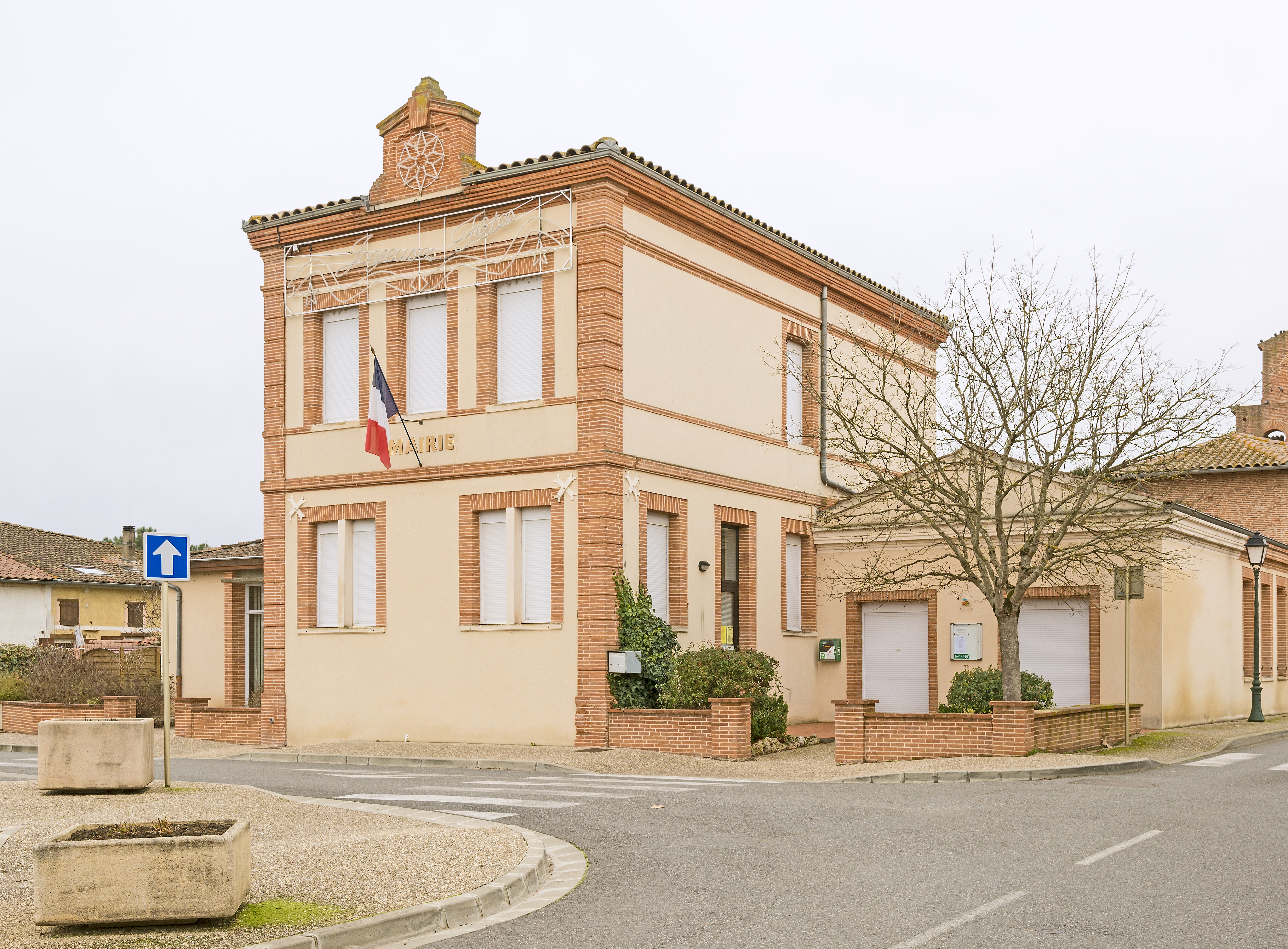
Мэрия
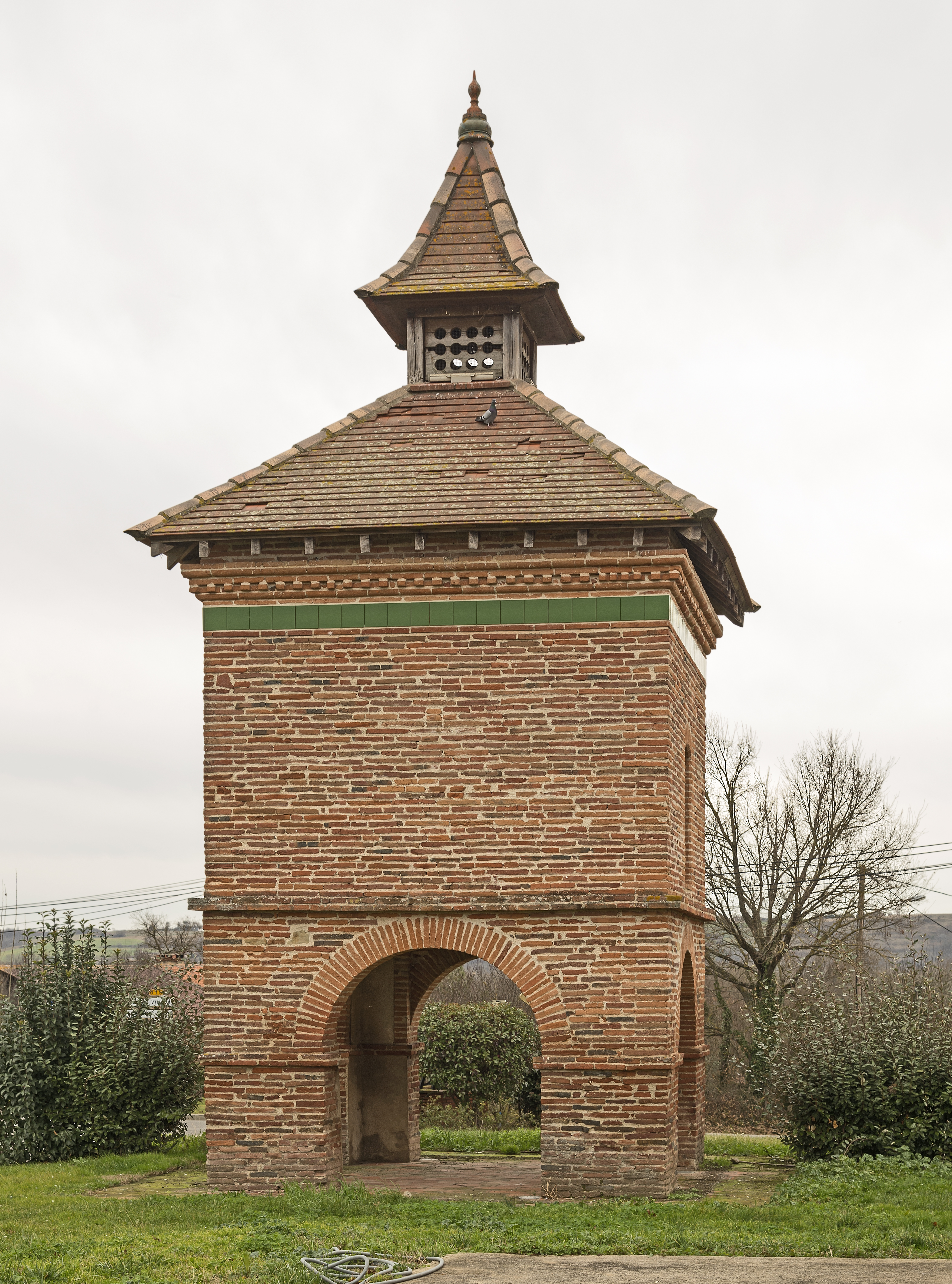
Голубятня
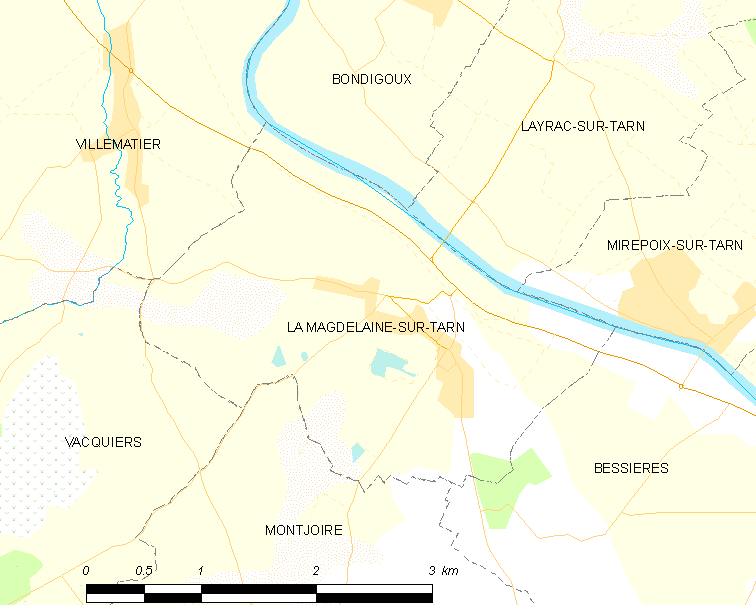
Карта коммуны